# Isla Moreton
La isla Moreton es una isla de arena frente a la costa de Brisbane, en el borde de la bahía Moreton.

## Historia
Los objetos encontrados en la isla demuestran que estaba habitada por aborígenes antes de la llegada de los europeos. Vivían principalmente del mar y de sus recursos.
La isla Moreton fue "descubierta" por James Cook cuando llegó a la bahía Moreton. Aunque fue él quien primero dio el nombre de cabo Moreton al cabo sur de la isla, fue Matthew Flinder quien bautizó oficialmente la isla el 31 de julio de 1799. James Cook bautizó la bahía Morton en honor a Lord Morton, entonces presidente de la Royal Society. El nombre de Moreton se debe únicamente a un error en la primera publicación del relato de los viajes de Cook.
La isla se utilizó posteriormente para defender Brisbane durante la Segunda Guerra Mundial. El ejército australiano instaló cañones antiaéreos.
Entre 1952 y 1962, Tangalooma, en la costa oeste de la isla, albergó una estación ballenera, ya que la isla estaba en la ruta migratoria de las ballenas.
En los últimos años, ha experimentado un fuerte desarrollo del turismo. En la costa oeste ha surgido un complejo hotelero, y las conexiones diarias en ferry permiten a los turistas llegar hasta allí.
Ahora está clasificada como parque nacional.

## Geografía

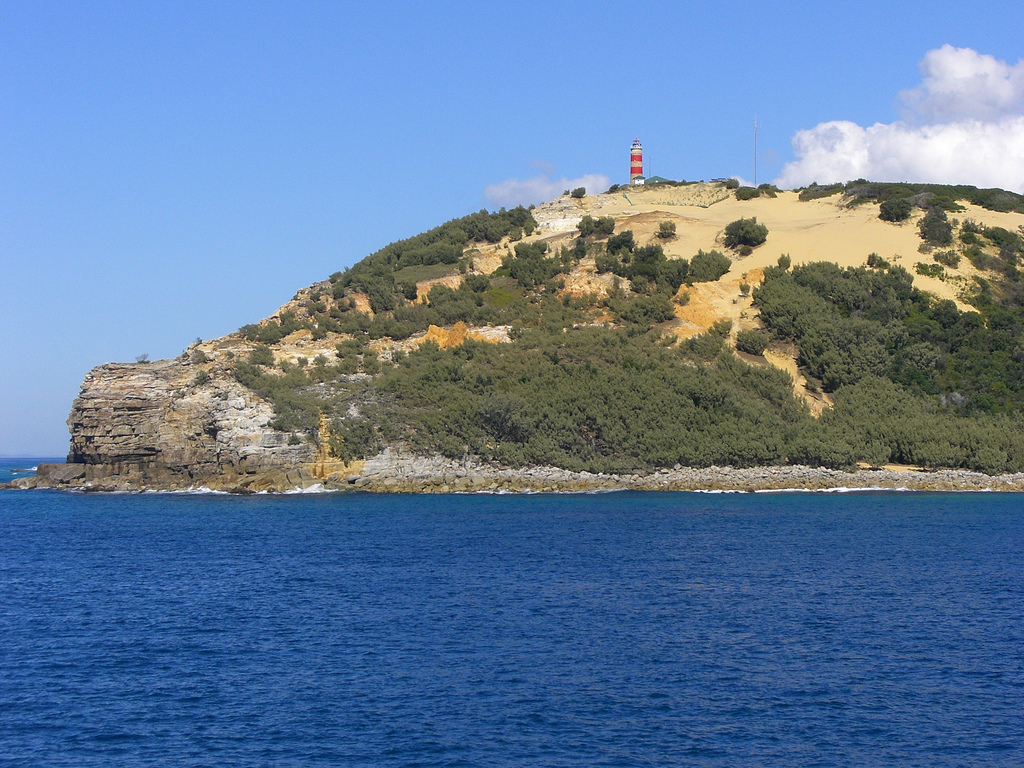
el faro

La isla Moreton es una isla de arena, de aproximadamente 38 kilómetros de largo y de 2 a 10 kilómetros de ancho.
El punto más alto es el monte Tempest, con 278 metros. Se sabe que la isla alberga numerosas dunas de arena, una de las cuales se dice que es la más alta del mundo.
El interior de la isla es muy salvaje. Solo un camino peatonal y una pista reservada para vehículos todoterreno lo cruza. Todavía es posible moverse por las grandes playas de arena que rodean la isla, a pie o en 4 * 4.

## Fauna y la flora
En tierra, la isla es hogar de cerdos salvajes, algunos canguros y algunos koalas difíciles de ver. También hay una gran diversidad de aves, incluyendo cucaburras  y pigargos.
La bahía de Moreton está repleta de especies marinas, como dugongos, tortugas marinas, delfines, pequeños tiburones. Incluso se han hundido barcos viejos cerca de las playas a propósito para proporcionar refugio a la vida marina. Esta afluencia de peces hace que el buceo sea una actividad popular en la isla.

## Turismo
En la isla hay numerosas actividades para el turista. Además del alquiler de kayaks, quads, catamaranes, máscaras y tubos de buceo, también es posible practicar sand surfing (deslizarse por las dunas con una tabla) o dar de comer a los delfines semisalvajes.
Un complejo hotelero alberga numerosos bares y restaurantes, bungalows y campos deportivos en la playa.